# Lisa Gastoni
Lisa Gastoni (Alassio, 28 de julio de 1935) es una actriz italiana de cine que trabajó en producciones de Italia y del Reino Unido. Su actuación en el filme Grazie zia del director Salvatore Samperi en 1968 marcó los papeles que realizó en la siguiente década y fue premiada con una Targa d'oro (medalla de oro) en los premios David di Donatello. Después de más de 20 años en el cine actuó en la película L'immoralità, en 1978, al año siguiente lo hizo en teatro en La Celestina y se retiró temporalmente de la actuación, centrándose en la pintura y escritura. Regresó al cine con una actuación en la película italiana Cuore Sacro, a los 70 años de edad (2005) y continuó trabajando en cine y televisión.

## Biografía
Hija de padre italiano y madre irlandesa, Gastoni se trasladó a Inglaterra después de la Segunda Guerra Mundial, donde comenzó su carrera fílmica y de modelaje.

## Primera etapa como actriz
Su debut en el cine fue, a los 19 años, en la película inglesa They Who Dare (1954), en un papel de reparto.
Lisa actuó en varias películas de serie B, a lo largo de la década de 1950; también fue coprotagonista, como Giulia, en la serie de TV The Four Just Men (1959), de la productora Sapphire Films, para la red de televisión Independent Television (ITV).
Gastoni regresó a Italia en la década de 1960, donde logró sus primeras actuaciones en películas de género péplum y subgénero swashbuckler, pero ganando, finalmente, la atención de directores respetados. El punto de inflexión en su carrera cinematográfica fue su papel en Grazie zia, en 1968, del director Salvatore Samperi. Éste marcaría la pauta para los papeles que actuaría en la siguiente década: mujer burguesa que todavía era seductora, cruel, aún arrogante, triste y simpática, manipulando a la gente alrededor de ella, para tratar de llenar el vacío en su propia vida.
Grazie zia es una película de culto, la más ligada a la imagen de Lisa Gastoni, donde ella es una inquietante y refinada tía, en una relación morbosa, incestuosa, con su sobrino en silla de ruedas, interpretado por el joven Lou Castel, que recién había logrado éxito en I pugni in tasca de Marco Bellocchio. La actuación de Lisa fue premiada con una Targa d'oro (medalla de oro) en los premios David di Donatello.
Con más de 20 años en el cine, su última película (de su primera etapa como actriz) fue L'immoralità, en 1978, protagonizada por ella, a los 43 años de edad.
Después de debutar en teatro, en 1979, en La Celestina de Fernando de Rojas, bajo la dirección de Louis Squarzina, se retiró de la actuación, centrándose en la pintura y escritura.

## Segunda etapa como actriz
Lisa Gastoni regresó a la pantalla, con una actuación en la película italiana Cuore Sacro, a los 70 años de edad (2005), actuando en diferentes producciones, para cine y televisión.

## Premios
- Nastro d'argento
  - "Nastro d'argento", ganadora en 1967, a la mejor actriz principal, por Frente al amor y la muerte.
  - "Nastro d'argento", ganadora en 1975, a la mejor actriz principal, por Renata.
  - "Nastro d'argento", nominada en 2006, a la mejor actriz de reparto, por Cuore Sacro.
- Globo d'oro
  - "Globo d'oro", ganadora en 1967, a la mejor actriz principal, por Frente al amor y la muerte.
- David di Donatello
  - "David di Donatello", ganadora en 1968 de Targa d'Oro, por Grazie zia.
  - "David di Donatello", nominada en 2005, a la mejor actriz de reparto, por Cuore Sacro.

## Filmografía

### En Inglaterra
- They Who Dare, de Lewis Milestone (1954)
- You Know What Sailors Are, chica del palacio (no acreditada), de Ken Annakin (1954)
- The Runaway Bus, acreditada como Liza Gastone, de Val Guest (1954)
- Doctor in the House, de Ralph Thomas (1954), no acreditada.
- Twist of Fate / Beautiful Stranger, de David Miller (1954)
- Dance Little Lady, de Val Guest (1954)
- Josephine and Men, de Roy Boulting (1955)
- Man of the Moment, de John Paddy Carstairs (1955)
- El bebé y el acorazado (1956)
- Tres hombres en un bote (1956)
- Second fiddle (1957)
- The Truth About Women, de Muriel Box (1957)
- Blue Murder at St Trinian's (1957)
- Man from Tangier de Lance Comfort (1957)
- Face in the Night (1957)
- Prescription for Murder / Rx for Murder, de Derek Twist (1958)
- The Strange Awakening, de Montgomery Tully (1958)
- Chain of Events, de Gerald Thomas (1958)
- Intent to Kill, de Jack Cardiff (1958)
- Wrong Number, de Vernon Sewell (1959)
- Danger Man (1960-1962)
- The Breaking Point, de Lance Confort (1961)
- Visa to Canton, de Michael Carreras (1961)

### En Italia
- Le avventure di Mary Read, de Umberto Lenzi (1961)
- Diciottenni al sole, de Camillo Mastrocinque (1962)
- Tharus figlio di Attila, de Roberto Bianchi Montero (1962)
- Duello nella Sila, de Umberto Lenzi (1962)
- Eva, de Joseph Losey (1962)
- I quattro moschettieri, de Carlo Ludovico Bragaglia (1963)
- Il monaco di Monza, de Sergio Corbucci (1963)
- Il mito, de Adimaro Sala (1963)
- Ro.Go.Pa.G., episodio "Il pollo ruspante", de Ugo Gregoretti (1963)
- Le roi du village, de Henri Gruel (1963)
- Gidget Goes to Rome, de Paul Wendkos (1963)
- Il vendicatore mascherato, de Pino Mercanti (1964)
- I maniaci, de Lucio Fulci (1964)
- L'ultimo gladiatore, de Umberto Lenzi (1964)
- Le sette vipere (Il marito latino), de Renato Polselli (1964)
- Crimine a due, de Romano Ferrara (1964)
- Gli invincibili tre, de Gianfranco Parolini (1964)
- I tre centurioni, de Roberto Mauri (1964)
- I criminali della galassia, de Antonio Margheriti (1965)
- Le notti della violenza, de Roberto Mauri (1965)
- Frente al amor y la muerte (Svegliati e uccidi), de Carlo Lizzani (1966)
- L'uomo che ride, de Sergio Corbucci (1966)
- La guerra de los planetas (I diafanoidi vengono da Marte), de Antonio Margheriti (1966)
- I sette fratelli Cervi, de Gianni Puccini (1967)
- La pecora nera, de Luciano Salce (1968)
- Grazie zia, de Salvatore Samperi (1968)
- L'amica, de Alberto Lattuada (1969)
- L'invasione, de Yves Allegret (1970)
- Maddalena, de Jerzy Kawalerowicz (1971)
- La seduzione de Fernando Di Leo (1973)
- Renata (Amore amaro), de Florestano Vancini (1974)
- Mussolini: último acto (Mussolini ultimo atto), de Carlo Lizzani (1975)
- Labbra di lurido blu, de Giulio Petroni (1975)
- Scandalo, de Salvatore Samperi (1976)
- L'immoralità, de Massimo Pirri (1978)
- Cuore Sacro, de Ferzan Ozpetek (2005)
- Tutte le donne della mia vita, de Simona Izzo  (2007)
- Cocapop de Pasquale Pozzessere (2009)

## Televisión
- La provinciale, dirigida por Pasquale Pozzessere (2006)
- Maria Montessori - Una vita per i bambini de Gianluca Maria Tavarelli (2007)
- Dove la trovi una come me?, dirigida por Giorgio Capitani (2011)
- Sposami, dirigida por Umberto Marino (2012)